# Фонтана (лунный кратер)
Кратер Фонтана (лат. Fontana), не путать с кратером Фонтана на Марсе, — крупный ударный кратер в области южного побережья Океана Бурь на видимой стороне Луны. Название присвоено в честь итальянского астронома Франческо Фонтана (1580 — ок.1656) и утверждено Международным астрономическим союзом в 1935 г. 

## Описание кратера

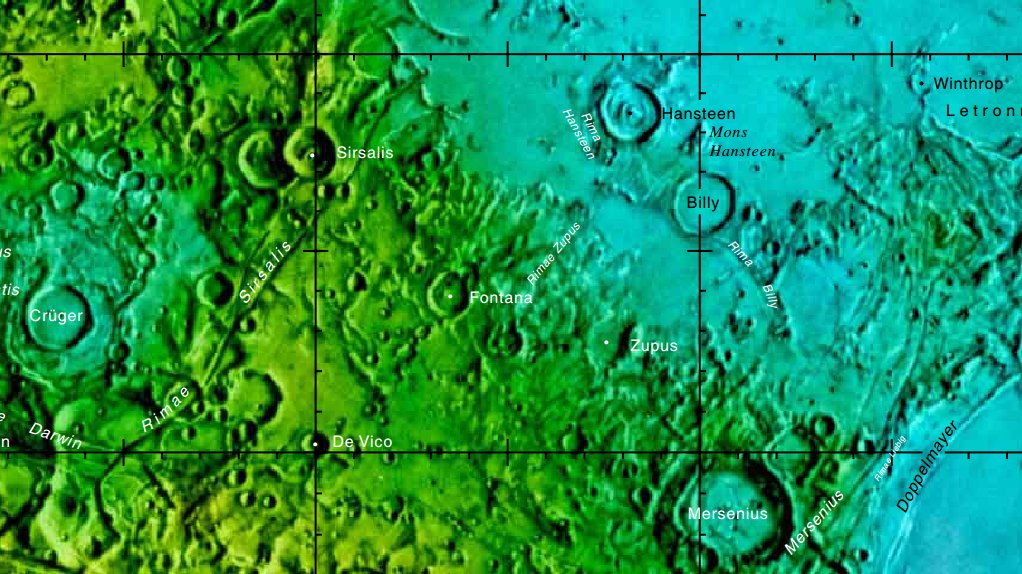
Окрестности кратера Фонтана. Фрагмент карты видимой стороны Луны.

Ближайшими соседями кратера Фонтана являются кратер Сирсалис на северо-западе; кратер Ханстен на северо-востоке; кратер Бийи на востоке-северо-востоке; кратер Дзупи на востоке-юго-востоке и кратер Де Вико на юго-западе. На северо-западе от кратера расположены борозды Сирсалиса; на востоке - борозды Дзупи. Селенографические координаты центра кратера 16°02′ ю. ш. 56°47′ з. д. / 16,04° ю. ш. 56,79° з. д., диаметр 31,5 км, глубина 1130 м.
Кратер Фонтана имеет близкую к циркулярной форму с небольшими выступами в северной и южной части и значительно разрушен. Вал сглажен, в северо-восточной части разорван сателлитным кратером Фонтана B, лучше всего сохранилась западная часть вала. Дно чаши относительно ровное, с отдельными холмами, отмечено множеством мелких кратеров.

## Сателлитные кратеры

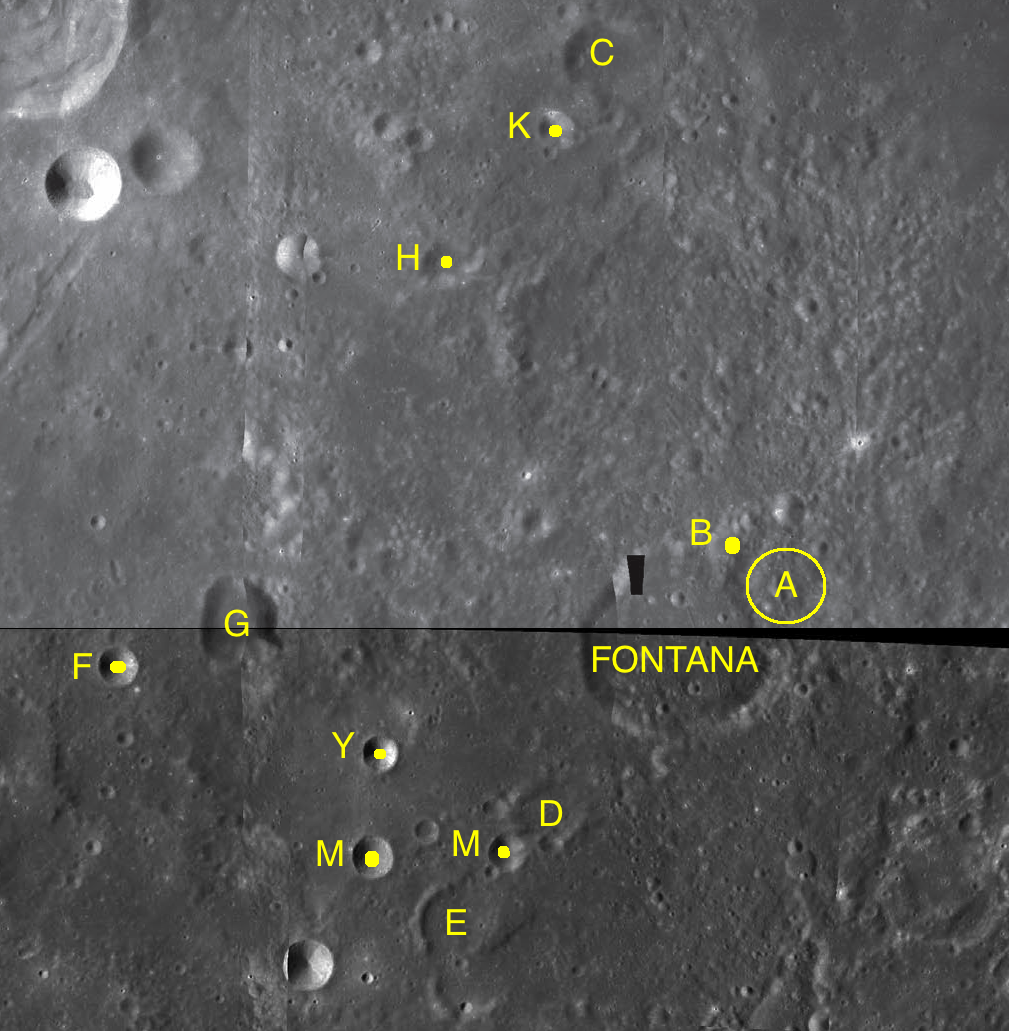
Фрагменты карт LAC-74, LAC-92.

| Фонтана | Координаты                                            | Диаметр, км |
| ------- | ----------------------------------------------------- | ----------- |
| A       | 15°43′ ю. ш. 56°10′ з. д. / 15,71° ю. ш. 56,17° з. д. | 11,1        |
| B       | 15°33′ ю. ш. 56°28′ з. д. / 15,55° ю. ш. 56,46° з. д. | 8,5         |
| C       | 12°52′ ю. ш. 57°11′ з. д. / 12,86° ю. ш. 57,19° з. д. | 13,5        |
| D       | 17°00′ ю. ш. 57°29′ з. д. / 17° ю. ш. 57,49° з. д.    | 11,2        |
| E       | 17°37′ ю. ш. 57°59′ з. д. / 17,61° ю. ш. 57,98° з. д. | 13,1        |
| F       | 16°13′ ю. ш. 59°57′ з. д. / 16,21° ю. ш. 59,95° з. д. | 6,6         |
| G       | 15°58′ ю. ш. 59°17′ з. д. / 15,96° ю. ш. 59,29° з. д. | 16,1        |
| H       | 13°59′ ю. ш. 58°04′ з. д. / 13,99° ю. ш. 58,07° з. д. | 8,8         |
| K       | 13°16′ ю. ш. 57°27′ з. д. / 13,26° ю. ш. 57,45° з. д. | 7,1         |
| M       | 17°13′ ю. ш. 57°43′ з. д. / 17,21° ю. ш. 57,71° з. д. | 6,4         |
| W       | 17°15′ ю. ш. 58°28′ з. д. / 17,25° ю. ш. 58,47° з. д. | 7,2         |
| Y       | 16°41′ ю. ш. 58°26′ з. д. / 16,68° ю. ш. 58,43° з. д. | 6,1         |

## См.также
- Список кратеров на Луне
- Лунный кратер
- Морфологический каталог кратеров Луны
- Планетная номенклатура
- Селенография
- Минералогия Луны
- Геология Луны
- Поздняя тяжёлая бомбардировка